# Liste der Stolpersteine in Rüthen
Die Liste der Stolpersteine in Rüthen enthält alle Stolpersteine, die im Rahmen des gleichnamigen Projekts von Gunter Demnig in Rüthen verlegt wurden. Mit ihnen soll an Opfer des Nationalsozialismus erinnert werden, die in Rüthen lebten und wirkten.

## Hintergrund
Der Rat der Stadt Rüthen erteilte am 24. Februar 2014 die Genehmigung zur Verlegung von Stolpersteinen.
In der Stadt Rüthen findet man elf Stolpersteine, die am 1.  Juni 2015 und am 2. Mai 2016 verlegt wurden.

## Verlegte Stolpersteine
| Name                    | Adresse             | Bild                                           | Inschrift | Verlegedatum | Biografie und Anmerkungen                               |
| ----------------------- | ------------------- | ---------------------------------------------- | --- | ------------ | ------------------------------------------------------- |
| Leo Alexander           | Hachtorstraße 7 ·   | Stolperstein für Leo Alexander                 | Hier wohnte Leo Alexander Jg. 1903 ‘Schutzhaft’ 1938 Sachsenhausen deportiert 1942 Zamosc ermordet                   | 2. Mai 2016  | geboren am 13. September 1903 in Rüthen Hachtorstraße 7 |
| Willi Alexander         | Hachtorstraße 7 ·   | Stolperstein für Willi Alexander               | Hier wohnte Willi Alexander Jg. 1900 ‘Schutzhaft’ 1938 deportiert 1942 Sachsenhausen Zamosc ermordet                 | 2. Mai 2016  | geboren am 22. Februar 1900 in Rüthen Hachtorstraße 7   |
| Albert Pollack          | Mittlere Straße 7 · | Stolperstein für Abraham ‘Albert’ Pollack      | Hier wohnte Abraham ‘Albert’ Pollack Jg. 1862 gedemütigt/entrechtet medizinische Behandlung verweigert tot 27.7.1939 | 1. Juli 2015 |                                                         |
| Hedwig Pollack          | Mittlere Straße 7 · | Stolperstein für Hedwig Pollack geb. Neuwald   | Hier wohnte Hedwig Pollack geb. Neuwald Jg. 1876 deportiert 1942 Ghetto Warschau ermordet                            | 1. Juli 2015 |                                                         |
| Anita Pollack           | Mittlere Straße 7 · | Stolperstein für Anita Pollack                 | Hier wohnte Anita Pollack Jg. 1910 deportiert 1942 Ghetto Warschau ermordet                                          | 1. Juli 2015 |                                                         |
| Emma Pollack            | Mittlere Straße 7 · | Stolperstein für Emma Pollack verh. Schlösser  | Hier wohnte Emma Pollack verh. Schlösser Jg. 1898 deportiert 1941 Ghetto Riga ermordet                               | 1. Juli 2015 |                                                         |
| Erna Pollack            | Mittlere Straße 7 · | Stolperstein für Erna Pollack verh. Tannenbaum | Hier wohnte Erna Pollack verh. Tannenbaum Jg. 1907 deportiert 1942 Ghetto Warschau ermordet                          | 1. Juli 2015 |                                                         |
| Salomon 'Sally' Pollack | Hachtorstraße 19 ·  | Stolperstein für Salomon 'Sally' Pollack       | Hier wohnte Salomon 'Sally' Pollack Jg. 1866 gedemütigt/entrechtet Flucht in den Tod 18.5.1937                       | 2. Mai 2016  |                                                         |
| Mathilde Ruthenburg     | Niedere Straße 2 ·  | Stolperstein für Mathilde Ruthenburg           | Hier wohnte Mathilde Ruthenburg Jg. 1865 deportiert 1942 Theresienstadt 1942 Treblinka ermordet                      | 2. Mai 2016  |                                                         |
| Albert Stern            | Königstraße 8 ·     | Stolperstein für Albert Stern                  | Hier wohnte Albert Stern Jg. 1866 deportiert 1942 Theresienstadt ermordet 25.8.1942                                  | 1. Juli 2015 |                                                         |
| Clara Weiss             | Hochstraße 24 ·     | Stolperstein für Clara Weiss geb. Herzheim     | Hier wohnte Clara Weiss geb. Herzheim Jg. 1890 deportiert 1942 Theresienstadt Auschwitz ermordet 29.1.1942           | 1. Juli 2015 |                                                         |